# Route nationale 377
Die Route nationale 377, kurz N 377 oder RN 377, war eine französische Nationalstraße.
Die Straßennummer wurde erstmals im Jahr 1933 in das Nationalstraßennetz aufgenommen.
Die Streckenführung der Straße teilte sich auf zwei Teilabschnitte, die von Laon nach Rocroi verliefen. Die beiden Teilabschnitte wurden von der Nationalstraße N46 verbunden. Ihre Gesamtlänge betrug 73 Kilometer.
Im Jahr 1973 erfolgte die Abstufung zur Département-Straße D977 und D877.